# Gephyromantis plicifer
Gephyromantis plicifer – gatunek płaza bezogonowego z rodziny mantellowatych (Mantellidae), żyjący w pierwotnych lasach deszczowych Madagaskaru.

## Taksonomia
Z uwagi na podobieństwo opisywanego gatunku i pokrewnego mu Gephyromantis luteus należy liczyć się z tym, że pewne informacje podawane o jednym z tych gatunków mogą się tak naprawdę tyczyć tego drugiego.

## Występowanie
Ten endemit zamieszkuje wyłącznie wschodnie wybrzeże południowego Madagaskaru.
Czworonóg ten żyje na wysokościach 400–900 metrów nad poziomem morza. Zwierzę ogranicza się do niezmienionych przez człowieka wilgotnych lasów równikowych.

## Rozmnażanie
Niezależność od zbiorników wodnych nasuwa na myśl przypuszczenie o bezpośrednim rozrodzie, bez obecności wodnej kijanki.

## Status
W Czerwonej księdze gatunków zagrożonych IUCN płaz ten od 2016 roku klasyfikowany jest jako gatunek najmniejszej troski (LC, ang. Least Concern); wcześniej, od 2004 roku uznawano go za gatunek bliski zagrożenia (NT, ang. Near Threatened).
Wedle danych IUCN Gephyromantis plicifer jest umiarkowanie pospolity, ustępując w tym względzie gatunkowi Gephyromantis luteus.
Liczebność opisywanego płaza spada ze względu na utratę i degradację siedlisk.
Do zagrożeń dla gatunku należą: rolnictwo (w tym wypas zwierząt gospodarskich), pozyskiwanie drewna i wytwarzanie węgla drzewnego, inwazyjne rozprzestrzenianie się eukaliptusa, osadnictwo ludzkie.